# Nothrus pulchellus
Nothrus pulchellus är en kvalsterart som först beskrevs av Berlese 1910.  Nothrus pulchellus ingår i släktet Nothrus och familjen Nothridae. Inga underarter finns listade i Catalogue of Life.